# Taiwo Ajai-Lycett

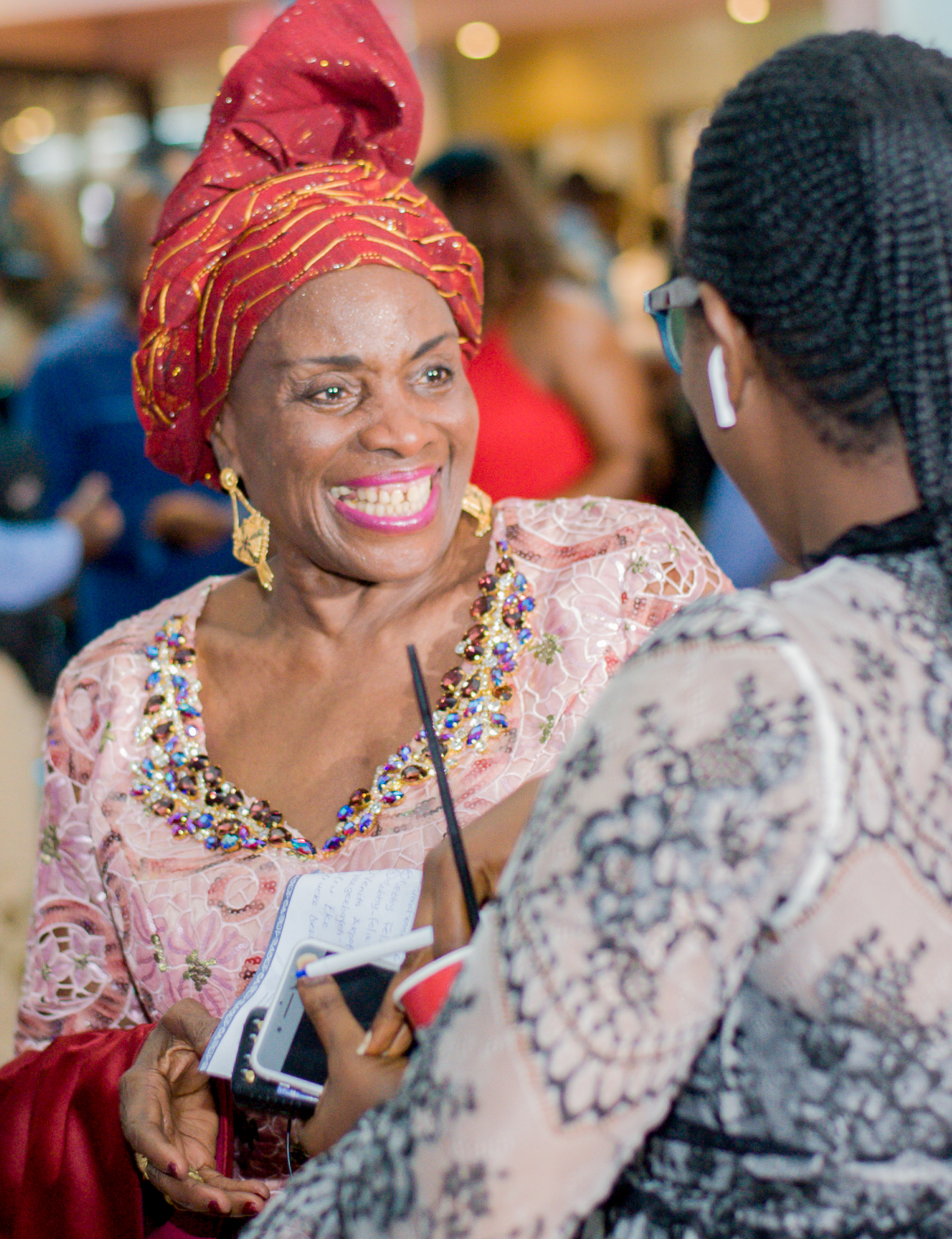
Faces at AMVCA 2020 18

Taiwo Ajai-Lycett (sinh ngày 3 tháng 2 năm 1941) là tên của một diễn viên, nhà báo, người thuyết trình truyền hình và là nhà mỹ dung người Nigeria. Bên cạnh đó, bà còn là một nhà hoạt động vì đấu tranh vì quyền bình đẳng cho phụ nữ, và cũng là nhà chủ biên đầu tiên của tạp chí Phụ nữ châu Phi vào những năm 1970.

## Lí lịch
Bà sinh ra ở bang Lagos, cha bà là người Awori (một dân tộc nói tiếng Yoruba). Bà học tại trường tu viện Mt Carmel sau đó vào trường nữ giám lí cũng tại bang Lagos.
Bà du học sang Anh để học ngành quản trị kinh doanh ở Luân Đôn. Cũng tại đó, bà đã học tại trường Christine Shaw School of Beauty Science rồi tốt nghiệp với chứng chỉ ngành mỹ dung và trường cao đẳng công nghệ Hendon rồi tốt nghiệp với cao học quốc gia về ngành nghiên cứu kinh doanh.
Ngoài ra, bà cũng theo học trường âm nhạc và kịch nghệ Guildhall

## Sự nghiệp

### Diễn xuất
Bà xuất hiện lần đầu tiên vào tháng 12 năm 1966 trong bộ phim The Lion and Jewel, vở hài kịch được viết bởi William Gaskill tại nhà hát hoàng gia (tiếng Anh: Royal Court Theatre).
Năm 1972, bà bỏ việc ở công và tham gia nhóm kịch Traverse.
Năm 1973, bà ở trong vở kịch Life Everlasting (tạm dịch: Sống mãi) viết bởi Amadu Maddy tại nhà hát châu Phi, Luân Đôn.
Năm 1976, bà đóng vai chính trong vở kịch của Yemi Ajibade tên là Parcel Post (tạm dịch: Gói hàng tại bưu điện).
Năm 1971, bà quay về Nigeria và tham gia vào một số bộ phim của nước nhà, bao gồm cả Tinsei.

### Báo chí
Năm 1975, bà được Ralph Uwechue mời vào tờ tạp chí châu Phi. Sau đó, bà lập nên tờ tạp chí phụ nữ châu Phi.

## Giải thưởng
Ngày 1 tháng 10 năm 2006, Taiwo Ajai-Lycett được tổng thống Nigeria lúc ấy là Olusegun Obasanjo trao huân chương liên bang Nigeria.